# Riverstown
Riverstown (iriska: Baile idir dhá Abhainn) är en ort i republiken Irland.   Den ligger i grevskapet Sligo och provinsen Connacht, i den norra delen av landet, 170 km nordväst om huvudstaden Dublin. Riverstown ligger 48 meter över havet och antalet invånare är 374.
Terrängen runt Riverstown är platt åt nordväst, men åt sydost är den kuperad.Runt Riverstown är det glesbefolkat, med 11 invånare per kvadratkilometer. Närmaste större samhälle är Sligo, 16,1 km norr om Riverstown. Trakten runt Riverstown består i huvudsak av gräsmarker.